# Der Geheimsekretär
Der Geheimsekretär ist ein Kriminalfilm von 1915 der Filmreihe Joe Deebs.

## Handlung
Joe Deebs löst das Rätsel um mehrere zerstörte Möbelstücke. 

## Hintergrund
Produziert wurde Der Geheimsekretär von May Film (F-Nr. 3), der Firma von Joe May. Der Film hat eine Länge von vier Akten auf 1200 Metern, das entspricht ca. 66 Minuten. Die Polizei Berlin erließ im September 1915 ein Jugendverbot unter der Nummer 15.44, 10269/15. Die Polizei München verbot die Ankündigung als Detektivfilm unter den Nummern 19290, 19291, 19292, 19293. Die Uraufführung des Stummfilms fand am 26. November 1915 in den U.T.-Lichtspielen (Cines Lichtspieltheater) am Nollendorfplatz Nr. 4 in Berlin statt.
Das Kinoplakat für den Tauentzienpalast in Berlin entwarf der Graphiker und Szenenbildner Ludwig Kainer.
Die Rolle des Joe Deebs spielte Max Landa.